# Cladotanytarsus teres
Cladotanytarsus teres är en tvåvingeart som beskrevs av Hirvenoja 1962. Cladotanytarsus teres ingår i släktet Cladotanytarsus och familjen fjädermyggor. Arten har ej påträffats i Sverige. Inga underarter finns listade i Catalogue of Life.